# 105-мм пушка wz. 29 Schneider
105-мм пушка Шнейдера образца 1929 года (пол. Armata 105 mm wz. 29 Schneider) — польская модернизация французского орудия времён Первой мировой войны Canon de 105 mle 1913 Schneider, в свою очередь являющегося модификацией 107-мм русской пушки обр. 1910 г с улучшенным утяжелённым лафетом. Производилось в 1930—1939 годах. В ходе Второй мировой войны использовалось польской и финской армиями.

## История
В польских вооружённых силах орудия французского производства появились после 1918 года, когда первые 16 орудий попали сюда с армией Халлера. К концу войны в 1920 году было закуплено 64 единицы данного орудия. В 1930 году Польша закупила лицензию на производство целого ряда оружия, в том числе и Canon de 105 mle 1913 Schneider. 13 января 1930 года были заключены контракты со Шнайдером на поставку в Польшу 56 орудий и покупки лицензии на их производство. Стоимость лицензии должна была составить 170 тысяч долларов в золоте или около 1 500 000 злотых. Однако увеличение количества закупленных орудий до 96 позволило в результате снизить стоимость лицензии в общей сложности на 50 000 долларов США.
С 1934 года модернизированное орудие производилось в Стараховице, а с 1937 года также и в Сталёва-Воля.
В сентябре 1939 года Польша имела 118 орудий wz. 13 Schneider (польское обозначение оригинального французского орудия) и 124 wz. 29 Schneider (по другим источникам всего 254 орудия обоих типов), а также 203 000 выстрелов для этих орудий. Наряду со 155-мм гаубицами эти орудия являлись основным вооружением дивизионов тяжёлой артиллерии пехоты — по штатному расписанию каждый из них должен был иметь 2 батареи: одна из трёх 105-мм пушек и одна из трёх 155-мм гаубиц. Помимо этого пушки входили в состав дивизионов тяжёлых артиллерийских полков — три батареи 4-орудийного состава. Всего к началу войны было 30 пехотных батарей и 8 дивизионов — 186 орудий обоих типов.

## Конструкция
Конструкция модернизированного орудия подверглось глубоким изменениям. Орудие получило удлинённый ствол (31 калибр) и лафет с раздвижными станинами. Диапазон углов вертикальной наводки изменился: от — 3° до + 43°, по горизонтальной увеличился с 6° до 50°. Был введён подрессоренный ход, при этом колеса остались деревянными. Тем не менее, скорость буксировки орудия увеличилась с 10 до 24 км/ч. Возросла дальность стрельбы до 15 200 метров, однако из-за введения раздельного заряжания уменьшилась скорострельность до 6 выстрелов в минуту. Отрицательными сторонами модернизации стало увеличение массы орудия до 2880 кг.

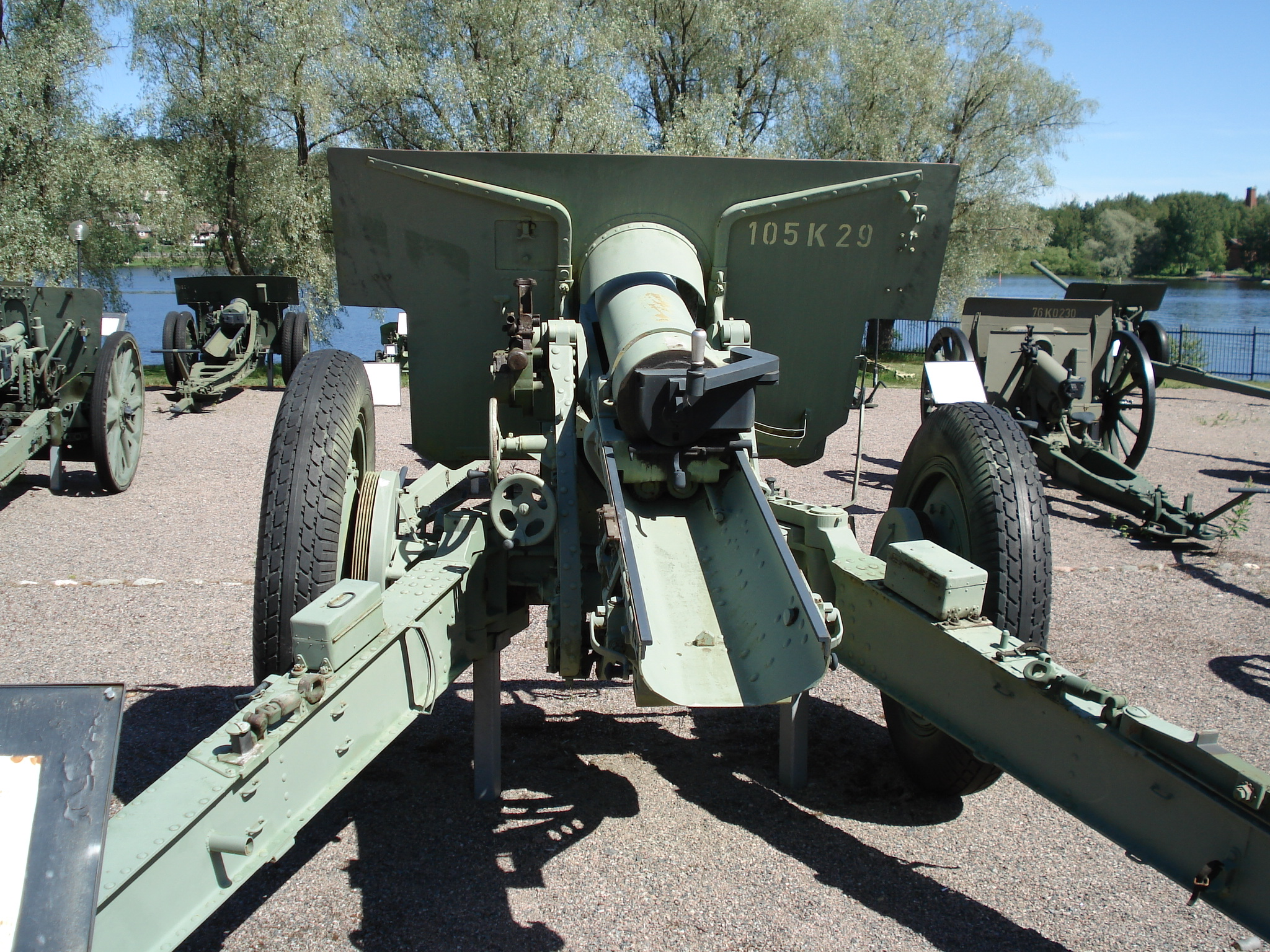
105-мм пушка wz. 29 Schneider выставленная в артиллерийском музее Финляндии.

## На вооружении Германии и Финляндии

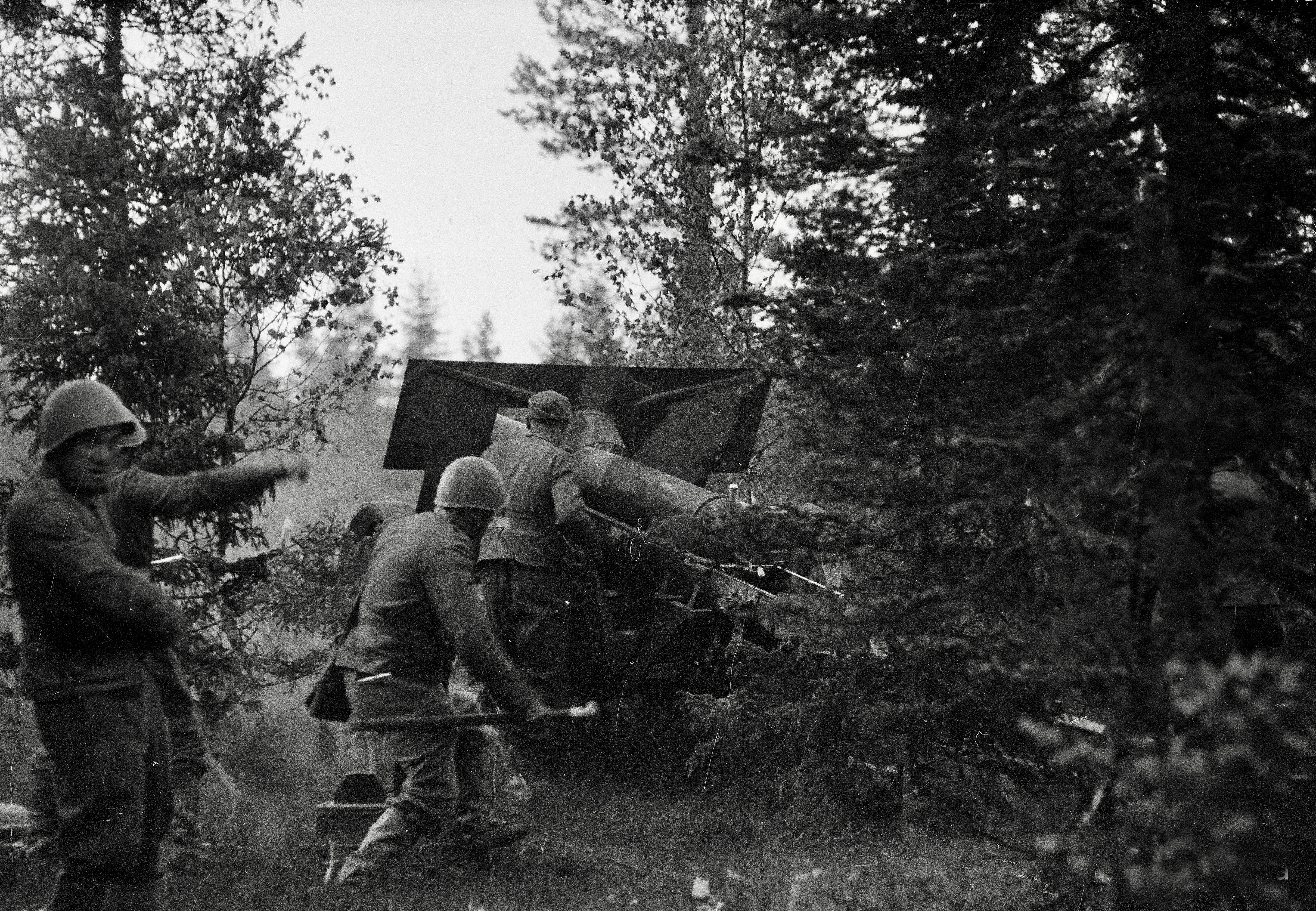
Пушка в финской армии, 1941

В ходе Польской кампании вермахт захватил 116 орудий и принял их на вооружение под обозначением: 10.5 cm FK 29(p), применяя как на Восточном фронте, так и на Западном, в том числе и на Балканах.
В 1940 году Финляндия купила у Германии 54 орудия, которые прибыли в Финляндию в октябре этого же года: первые 40 — 2 октября на пароходе «Inga» и оставшиеся 14 — 9 октября на пароходе «Widor». В финской армии польские орудия получили обозначение: 105 K/29. В ходе последующей войны с СССР из этих орудий были сформированы пять дивизионов тяжёлой артиллерии. Всего в ходе войны они произвели 144 869 выстрелов. Летом 1944 года 4-й армейский корпус потерял 8 из этих орудий в ходе советского наступления на Карельском перешейке.